# Däcksgenomföring
Däcksgenomföring är en anordning på fartyg eller båt avsedd att föra kablar eller linor genom däcket. 
För att föra kablar genom däcket användes tidigare den så kallade svanhalsen som oftast utgjordes av ihopsvetsade krökta rör som liknade en svanhals. Den var praktisk på större fartyg där den kunde svetsas direkt i däcket. Konstruktionen hade nackdelen att den inte var vattentät. Numera finns modernare konstruktioner som uppstickande rör som täcks av en kåpa.